# 马鞍椅
马鞍椅是模仿马鞍设计的人体工学座椅，坐垫形状和马鞍相似，发明于20世纪90年代。其设计能帮助身体后背自然挺直，所以马鞍椅一般没有靠背和扶手。随着设计技术的成熟和特定人群的使用要求，如今马鞍椅也添加设计了靠背、“伸懒腰”支撑靠背以及各种型号的扶手。

## 类型
- 单片式：经典马鞍椅的设计，因坐垫前端突起的设计，一般只适合女性使用。
- 两瓣式：中部镂空的设计，符合人体生理构造，男女适用。
- 带扶手式：外加活动支撑扶手，适合需要长时间抬手工作的人员，如牙医等。
- 带桌子式：外加符合人体工学设计的凹形托肘桌，另有支撑手肘，具有进一步缓解肩颈肌肉紧张的功能。
- 外置马鞍坐垫：外加至普通椅子上使用，方便外出携带。